# Franz Jung
Franz Jung (Mannheim, 4 de junho de 1966) é um clérigo católico alemão, atual bispo de Wurtzburgo.

## Vida
Franz Jung cresceu em Ludwigshafen am Rhein. Ele era seminarista na Ducal Georgianum em Munique e o Colégio Germânico e estudou filosofia e teologia católica na Pontifícia Universidade Gregoriana. Em 10 de outubro de 1992, ele recebeu em Roma para os Diocese de Speyer o sacerdócio pelo então Bispo de Limburg, Franz Kamphaus . Em 1993, ele adquiriu o Pontifício Instituto Bíblico , a licenciatura emteologia bíblica . Ele era capelão em Pirmasens e na catedral paróquia Speyer. No semestre de verão de 1996, ele atuou como Subregens no Ducal Georgianum. No tema do Novo Testamento , ele estava na Católica Faculdade Teológica do ano lectivo 2000/01 Universidade de Munique doutorado, o médico pai era Joachim Gnilka , a segunda supervisor Hans-Josef Klauck .
2001/2002 foi secretário do bispo Anton Schlembach. Um ano depois, Jung tornou-se chefe da pastoral paroquial no Ordinariado de Speyer, em 2007, e também assumiu como Bispo Vigário a liderança das comunidades religiosas da Diocese de Speyer. 
Em 28 de novembro de 2008, ele foi eleito para a catedral capitular da Catedral Imperial de Speyer. Em 16 de dezembro de 2008, ele foi nomeado Vigário Geral pelo bispo Karl-Heinz Wiesemann. Ele assumiu o cargo em 1 de janeiro de 2009. Seu sucessor neste cargo foi Andreas Sturm.
Em 2012 ele foi apoiado pela Pró-Grão-Mestre Edwin Frederick O'Brien ao Comandante da Ordem Equestre do Santo Sepulcro em Jerusalém e nomeou em 12 de maio de 2012 em St. Michael (Jesuit Church) em Munique por Reinhard Marx, Grão Prior do Lieutenancy alemão investido. 
O Papa Francisco nomeou Franz Jung em 16 de fevereiro de 2018, o 89º Bispo de Würzburg . A consagração pelo arcebispo de Bamberg, Ludwig Schick, está agendada para 10 de Junho do mesmo ano, em Kiliansdom.